# Pieve Vecchia (Campagnatico)
La Pieve Vecchia, già nota come pieve di Sant'Angelo, è un edificio religioso situato nel comune di Campagnatico. La sua ubicazione è a valle del centro storico, rispetto al quale è situata verso sud, nei pressi della strada che costeggia il corso dell'Ombrone.

## Storia
La chiesa venne costruita attorno all'anno Mille, utilizzando come basamento la cisterna di una villa romana che si trovava nella zona. Consacrata nel 1018 con l'intitolazione a sant'Angelo, l'edificio religioso svolse nel corso del tempo la funzione di pieve per la popolazione residente nelle campagne a sud di Campagnatico.
Il progressivo abbandono dell'area pianeggiante per il rischio malaria, a vantaggio dei borghi situati nelle vicine aree collinari, determinò un lento ma inesorabile declino per la pieve, le cui funzioni vennero successivamente svolte dalla pieve di San Giovanni Battista a Campagnatico.
In seguito, fu inevitabile un lunghissimo periodo di degrado per l'edificio religioso.

## Descrizione
La Pieve Vecchia si presenta come un tipico edificio religioso rurale ad aula unica e dalle linee semplici.
Nel complesso, la struttura architettonica è costituita da un basamento in cementizio, corrispondente all'antica cisterna romana, a sua volta sovrastato da pareti rivestite prevalentemente in pietra.
Al centro della facciata si apre il portale ad arco ribassato in laterizio, sopra il quale si trova una grande apertura di forma quadrangolare.